# 長中繼
長中繼投手（英語：Long reliever, LR），為棒球及壘球的投手分工中，投球局數分配上僅次於先發的中繼投手，由於投球局數多為兩局，甚至兩局以上，較通常只投一局的短中繼、佈局投手及終結者來得長，因此被稱為長中繼，即「投球時間較長的中繼投手」之意。部分長中繼投手會在球季中充任部分場次的先發投手。

## 角色
長中繼投手通常體力及續航力均佳，在投手分工上，是牛棚投手中最少上場，但每次上場皆會投一局以上，故需要較長時間休息。
這種戰力相當兩極化，長中繼分兩種，一種是負責維持領先的投手，維持領先的長中繼多半在領先或是落後幅度小，但先發卻無法投完六局甚至五局時登板穩住場面，以做為佈局投手或是短中繼登板前的橋段，這種投手賦與的任務是控制局面以待球隊擊球員反擊，因此在控球及壓制力必須具有一定的水準，及較佳的抗壓性，因為這種長中繼常常時在球賽中段上場，而球賽中段正好是兩隊之間的攻防充滿變數的時段，又因為他們的身手多半能勝任先發投手，而被視為備胎先發人選，但專任長中繼的投手大有人在。故長中繼投手在先發投手或短中繼、救援戰力較好的球隊常為閒差。
而還有一種長中繼投手稱為敗戰處理投手，這種投手通常是平時不太被派上場的投手，他們的工作主要是先發失分過多提早退場，之後的所有中繼投手又崩盤，或是比數領先差距到沒有任何中繼、救援記錄的價值時，在九局比賽打完前或是規定提前結束的局數完成前，教練團用來消化垃圾時間、收拾殘局的中繼投手。通常他們沒有局數上限，且教練在調度上的態度也十分放任，唯大幅領先時上場的敗場收拾型長中繼出現大量的失分時，教練為避免翻盤，仍會有換下場的可能。因此在先發投手較差、短中繼及救援戰力不穩的球隊，長中繼反而會是苦差。

## 特性
- 通常投球場次不多，但一登板至少1 1/3到1 2/3局，故為重出場「質」不重出場「量」的投手。
- 球技較佳的長中繼多半先發投手提前退場時最先被派出來登板，即常擔任救火員的角色。
- 球技較差或心理素質較差的長中繼常於球隊大幅領先或落後時出場。